# RSS-läsare
RSS-läsare, eller flödesläsare, är en vanlig benämning på den programvara eller webbaserad tjänst som används för att ta del av RSS-flöden. Med avsikt på den bakomliggande tekniken benämns de även för nyhetsaggregatorer - engelskans motsvarigheter är feed readers eller aggregators. Programmet, som antingen installeras på datorn eller som är webbaserat kontrollerar automatiskt de RSS-flöden man prenumererar på och presenterar nya inlägg på ett överskådligt sätt. Användaren behöver således inte aktivt söka upp webbsidor denne finner intressanta för att uppdatera sig om något har hänt. Flera webbläsare har också inbyggda RSS-läsare.